# إسحاق البديري
إسحاق البديري (1943-) هو كاتب وصحفي فلسطيني، ولد في حي القطمون في مدينة القدس لعائلة تمتد جذورها في المدينة إلى القرن الحادي عشرالميلادي، وبرزت بدورها العلمي فكان جده موسى البديري قاضياً في زمن الدولة العثمانية. حصل على ليسانس الحقوق من جامعة القاهرة عام 1968، وقد اختارته وزارة الثقافة الفلسطينية شخصية العام الثقافية للعام 2019، بإعلان من الوزير إيهاب بسيسو بمناسبة القدس عاصمة دائمة للثقافة العربية والاسلامية.

## حياته
شهد معارك حي القطون الأعنف في القدس بين العرب والصهاينة عندما كان في الخامسة من عمره عام 1948. هاجر مع عائلته إلى مصر ثم عادت لتستقر بالشطر الشرقي من المدينة المقدسة.
شارك في مظاهرات ضد حلف بغداد وهو طفل. بدأ يتشكل وجدانه السياسي بتأميم قناة السويس وبدء العدوان الثلاثي على مصر، في العام 1956، ليحدد اتجاهه الفكري، طالباً لمعرفة وفهم أعمق لما يجري حوله في العالم الذي نسي بيته في حي القطون. كانت والدته مرشدته ومعلمته الأولى، وكان الراديو خاصة صوت العرب مرشد الثاني، تابع الصحف والمكتبات ليكتسب ثقافة متنوعة وتقدمية متنورة، إهتم بقراءة كل الكتب غربية وشرقية، تراجم وأفكار وأيديولوجيات وحتى القصص والروايات الأدبية. درس في كبريات المدارس والكليات المقدسية في العمرية وعبد الله بن الحسين ثم للكلية الإنطوانية القبطية، وحصل على شهادة الثانوية العامة عام 1963. سافرإلى القاهرة لإكمال دراسة القانون، وهناك اطّلع على الأفكار السياسية والإقتصادية والإجتماعية والثقافية والفكرية لثورة يوليو وتابع عن قرب مشروع بناء السد العالي. واطلع على التطور الكبير الذي كانت تشهده مصر في مجال الثقافة وفي حركة التأليف والترجمة والنشر وتابع حركة التطور والنهوض الثقافي في مجالات الفنون والمسرح وصناعة السينما حين كانت الحركة الثقافية في خط تصاعدي وكانت القاهرة منارة للثقافة والفكر في ستينيات القرن العشرين. عاد من القاهرة في العام 1969. متزوج من السيدة هداية الكاظمي رئيسة جمعية الإتحاد النسائي العربي في القدس ووالد الصحفي والإعلامي أحمد البديري والصحفية والإعلامية جيفارا البديري والمحامية عروبة البديري.

## حياته العملية
- انتسب إلى نقابة المحامين الأردنيين محامياً متدرباً وحصل على إجازة المحاماة منها، وانضم إلى الإضراب الذي أعلنه المحامون المضربون بعد الاحتلال الإسرائيلي للضفة الغربية (القدس تحديداً) في حزيران 1967 وضم القدس وطرد السلطة القضائية العربية من المدينة وإحلال القوانين الإسرائيلية. في عام 1970 بدأ العمل في الصحافة حيث عمل في جريدة القدس، ثم عمل مديراً للتحرير في جريدة الفجر الناطقة باسم منظمة التحرير الفلسطينية.[4]

- اهتم بالعمل المسرحي وأسس مع زميله الراحل عطية أبو رميلة فرقة مسرحية أسمياها المسرح التجريبي قدمت مسرحية توفيق الحكيم “الأيدي الناعمة " وغيرها من الأعمال المسرحية.

- عام 1979 عمل مع المحامي زهير الريس وفيصل الحسيني، ووضع الثلاثة معاً الأفكار الأساسية والخطوط العريضة لإنشاء مركز للدراسات والأبحاث والتوثيق في مدينة القدس الأمر الذي أسفر فيما بعد لتأسيس جمعية الدراسات العربية التي كان مديراً عاماً لها.

- أشرف على تأسيس مكتبة متخصصة في مواضيع فلسطين أرضاً وشعباً وقضية وفي شؤون وقضايا الوطن العربي والصراع العربي الإسرائيلي، وتولى مسؤولية الإشراف على إنشاء قسم للوثائق الفلسطينية، وقسم آخر للمعلومات الصحفية، وقسم للشخصيات، وقسم للصور، لتكون مصادر ومراجع للباحثين والدارسين. شجع الباحثين والدارسين على نشر أبحاثهم ودراساتهم، وتم إصدار وترجمة وطباعة ونشر عشرات الكتب والمؤلفات. وتعرضت الجمعية وموظفيها منذ تأسيسها للملاحقة والإعتقال من قبل السلطات الإسرائيلية بسبب نشاطاتها الوطنية، وعقب إندلاع الانتفاضة الأولى في عام 1987، زادت المضايقات ووصلت إلى حد إغلاقها لمدة أربع سنوات بتهمة خطورتها على الأمن الإسرائيلي.[5]

- ساهم بتأسيس بيت الشرق مع فيصل الحسيني ليكون مديراً لمقر الوفد الفلسطيني لمفاوضات السلام الذي استفاد من كنز المعلومات والأبحاث ليصبح بيت الشرق بعد قيام السلطة الوطنية هو العنوان السياسي والمرجعي لأبناء القدس في مختلف المجالات. وبعد وفاة فيصل الحسيني قامت السلطات الاسرائيلية بإغلاق مبنى بيت الشرق وجمعية الدراسات العربية ومؤسسات فلسطينية اخرى في القدس، وقد واصل البديري مهمته مديراً عاماً لجمعية الدراسات العربية التي انتقلت للعمل على أطراف مدينة القدس.

- اختير في عام 2002 عضواً مؤسساً في مؤسسة فيصل الحسيني وعضواً في مجلس إدارتها أكثر من مرة، ولم يتوقف عن العمل فيها حتى بعد وفاة الحسيني.[6]

## إنجازاته
أصدر في عام 2018 مع زميله قاسم ابو حرب مصنفاً هاماً استغرق العمل عليها ما يقرب من خمس سنوات بعنوان "المشهد الحضاري في مدينة القدس" ويشمل المعالم الحضارية في المدينة المقدسة.